# Rødevej (Viborg)
Rødevej er en vej i Viborg. Den er cirka 660 meter lang og går fra krydset ved Skottenborg / Ll. Sct. Hans Gade i syd, til rundkørslen ved Gl. Skivevej og N.F.S. Grundtvigs Vej i nord. Imellem den fredede bygning Eksercerhuset og Landsarkivet for Nørrejylland går Rødevej ind mod øst, til Depotgården i nummer 2, og den store parkeringsplads syd for kirkegården.
Tidligere hed vejen Kirkegaardsvej, opkaldt efter Viborg Kirkegård der dækker det meste af den østlige side af vejen. Rødevej fik sit nuværende navn i 1902, opkaldt efter de røde murbrokker der igennem mange år var blevet læsset af på vejen som belægning.
Viborg Kaserne blev i årene 1924-1935 opført på Rødevejs vestlige side.

## Sport
Viborg Håndboldklub benyttede i klubbens unge år Eksercerhuset i nummer 4, som klubbens træningshal og hjemmebane.
Cykelløbet Post Danmark Rundt havde i årene 2000 og 2006 Viborg som målby for en etape. Efter nogle omgange på en rundstrækning der gik via Domkirken, endte feltet i en massespurt ved målstregen på Rødevej.
Hærvejsmarchen har siden 2001 benyttet Rødevej som den sidste del af marchen, da man skiftede fra Viborg Stadion til kasernen som målområde. Viborg City Marathon har siden etablering i 2007 haft Rødevej som opløbsstrækning og målstreg.